# Baojun (automobile)
Baojun est le nom d'un constructeur automobile chinois créé en 2010 qui se traduit par Cheval Précieux.
Le constructeur est né d'un partenariat entre les groupes General Motors, SAIC et Wuling.

Ses produits entrent en compétition avec ceux des constructeurs chinois Chery, Geely et BYD.
Au cours de ses premières années, les ventes de modèles Baojun ont considérablement augmenté, atteignant 688 390 unités en 2016,.

## Modèles

### Actuels
- Baojun E100 : citadine électrique 2 places.
- Baojun E200 : citadine électrique 2 places.
- Baojun E300 : citadine électrique 3/4 places.
- Baojun 310 : citadine 5 portes. Existe en version break.
- Baojun 730 : monospace, présenté au Salon de Beijing en avril 2014. Une version restylée a été lancée en 2017.
- Baojun 510 : SUV.
- Baojun 530 : SUV 7 places.

New Baojun : 
- Baojun RC-5 : berline 5 portes.
- Baojun RC-6 : berline 4 portes.
- Baojun RM-5 : monospace 5-7 places.
- Baojun RS-3 : SUV.
- Baojun RS-5 : SUV.
- Baojun RS-7 : SUV.
- Baojun Yunduo

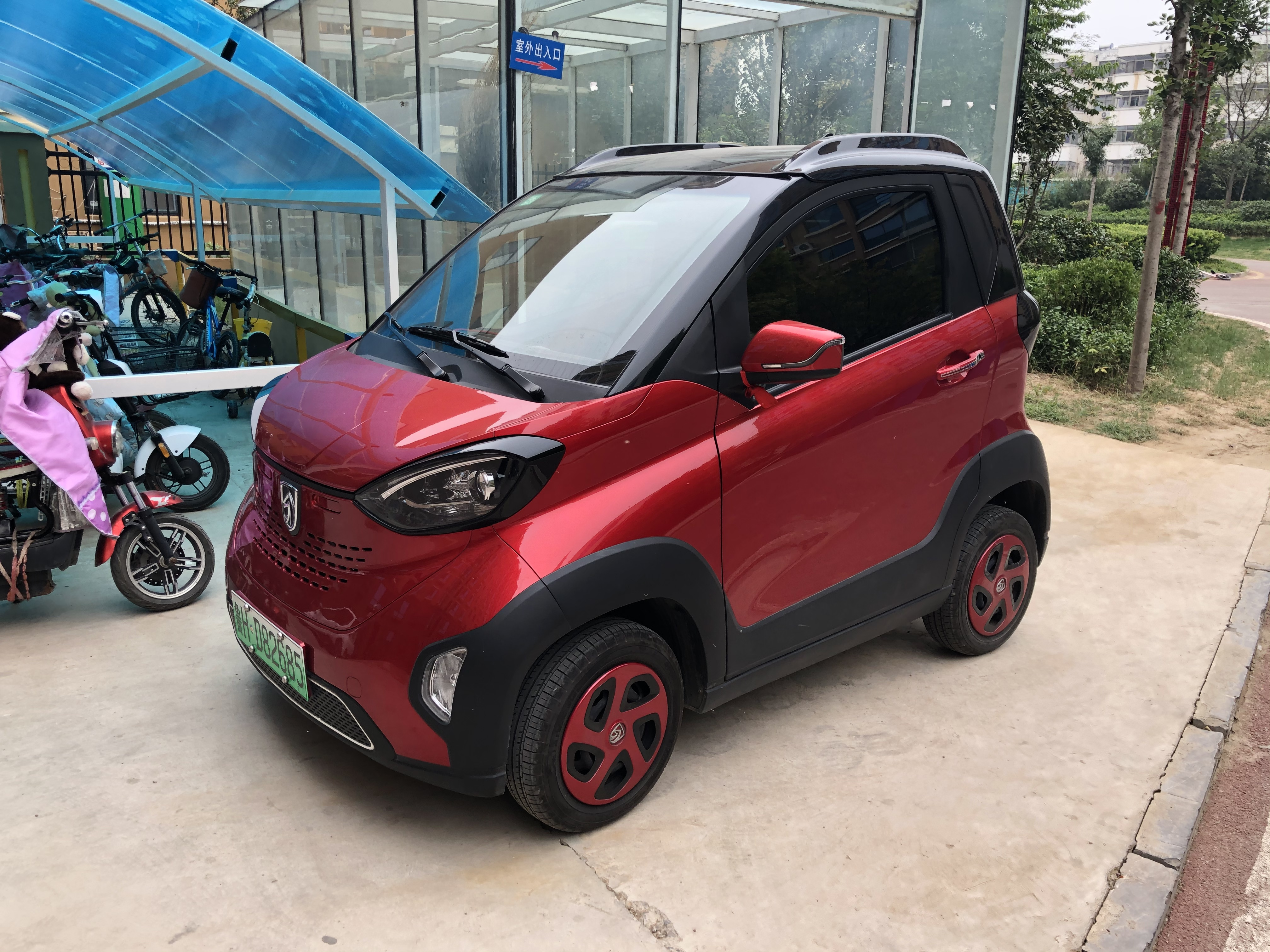
E100
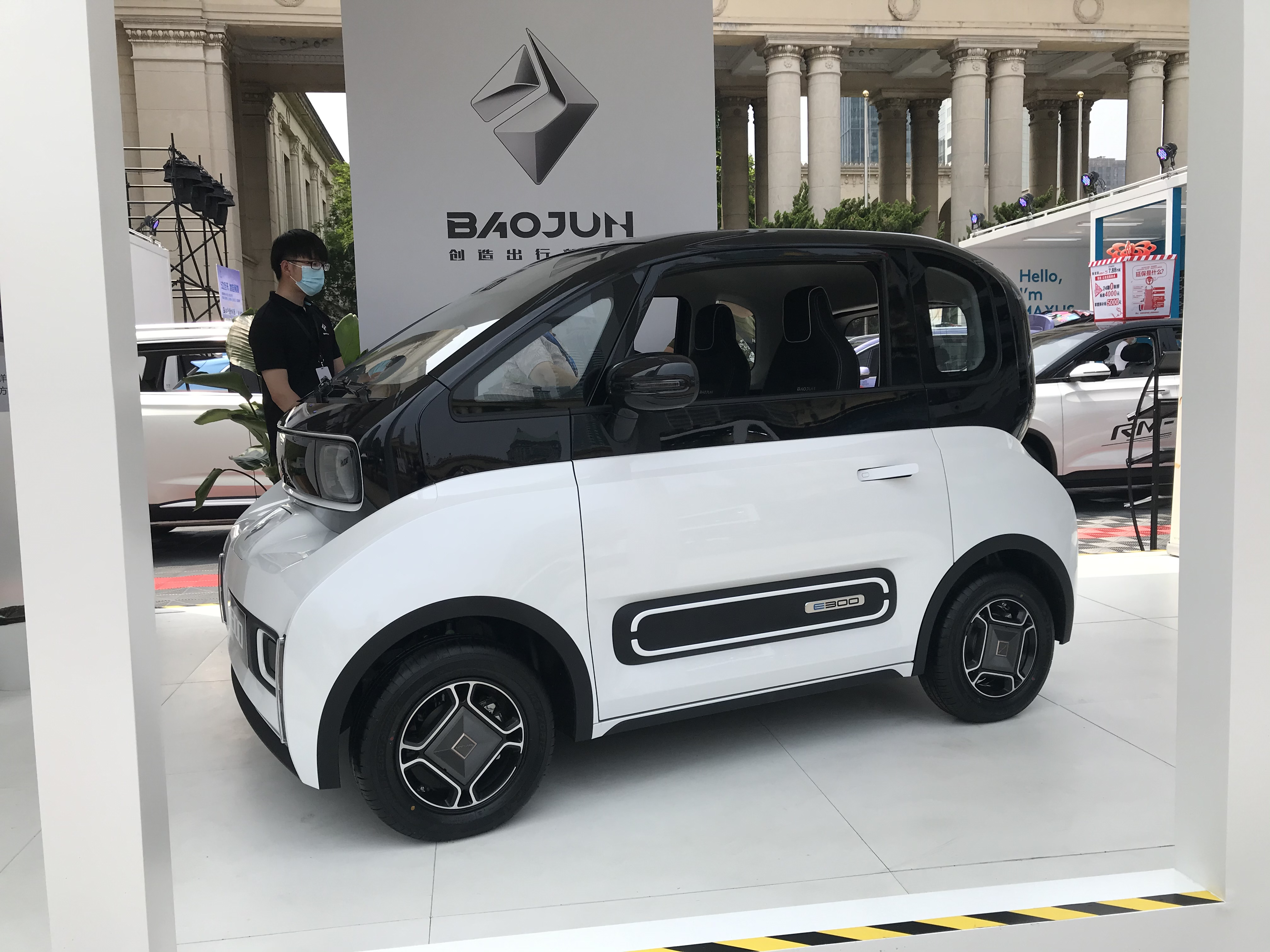
E300
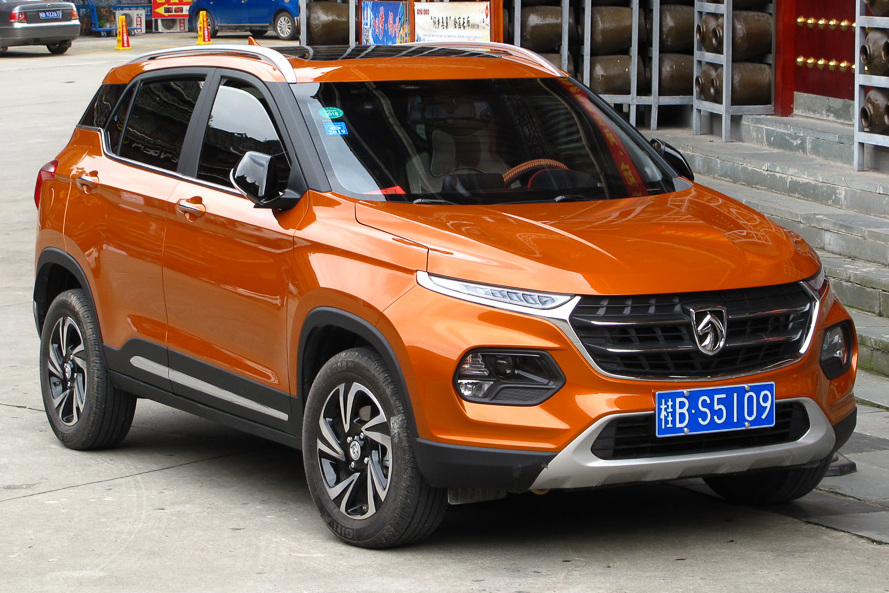
510
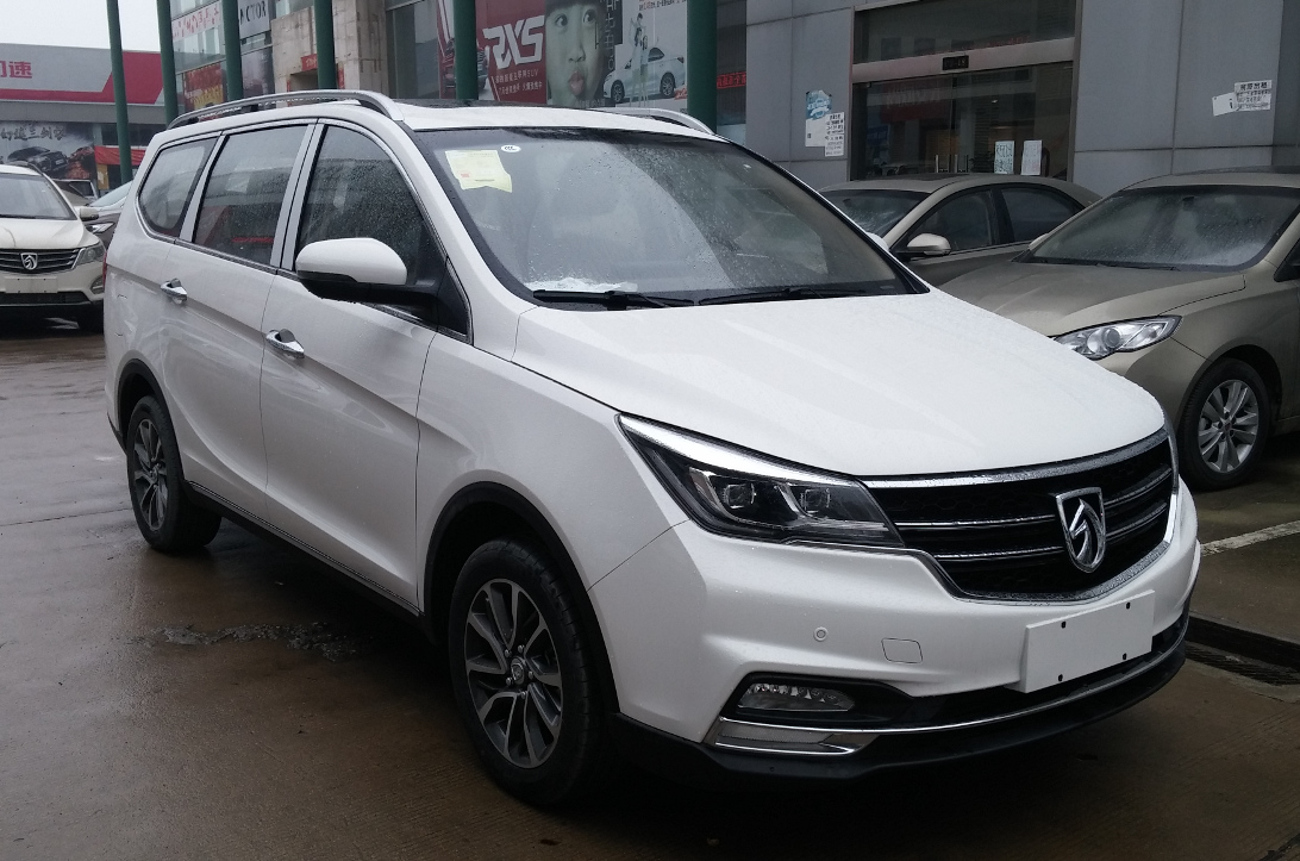
730
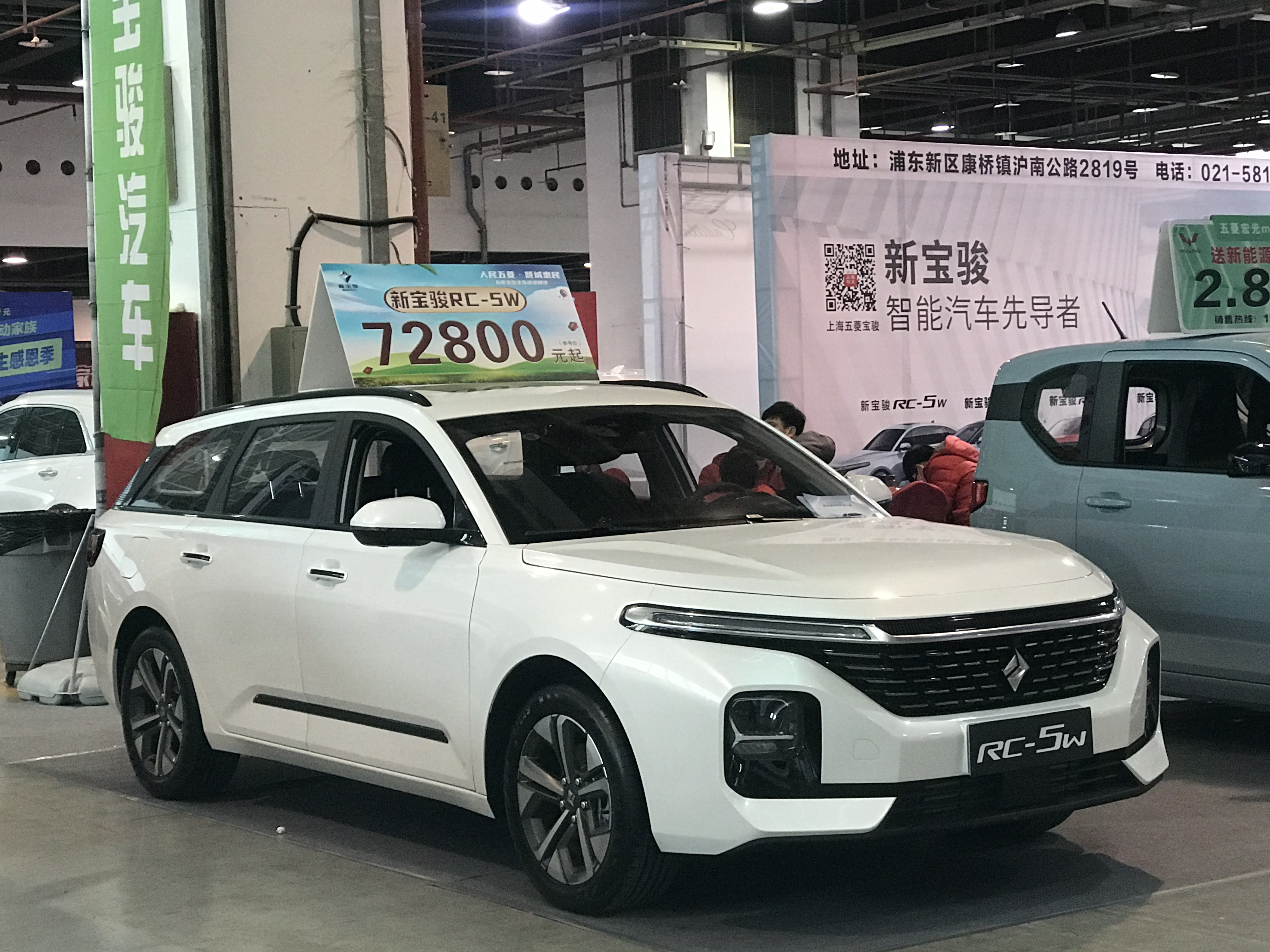
RC-5
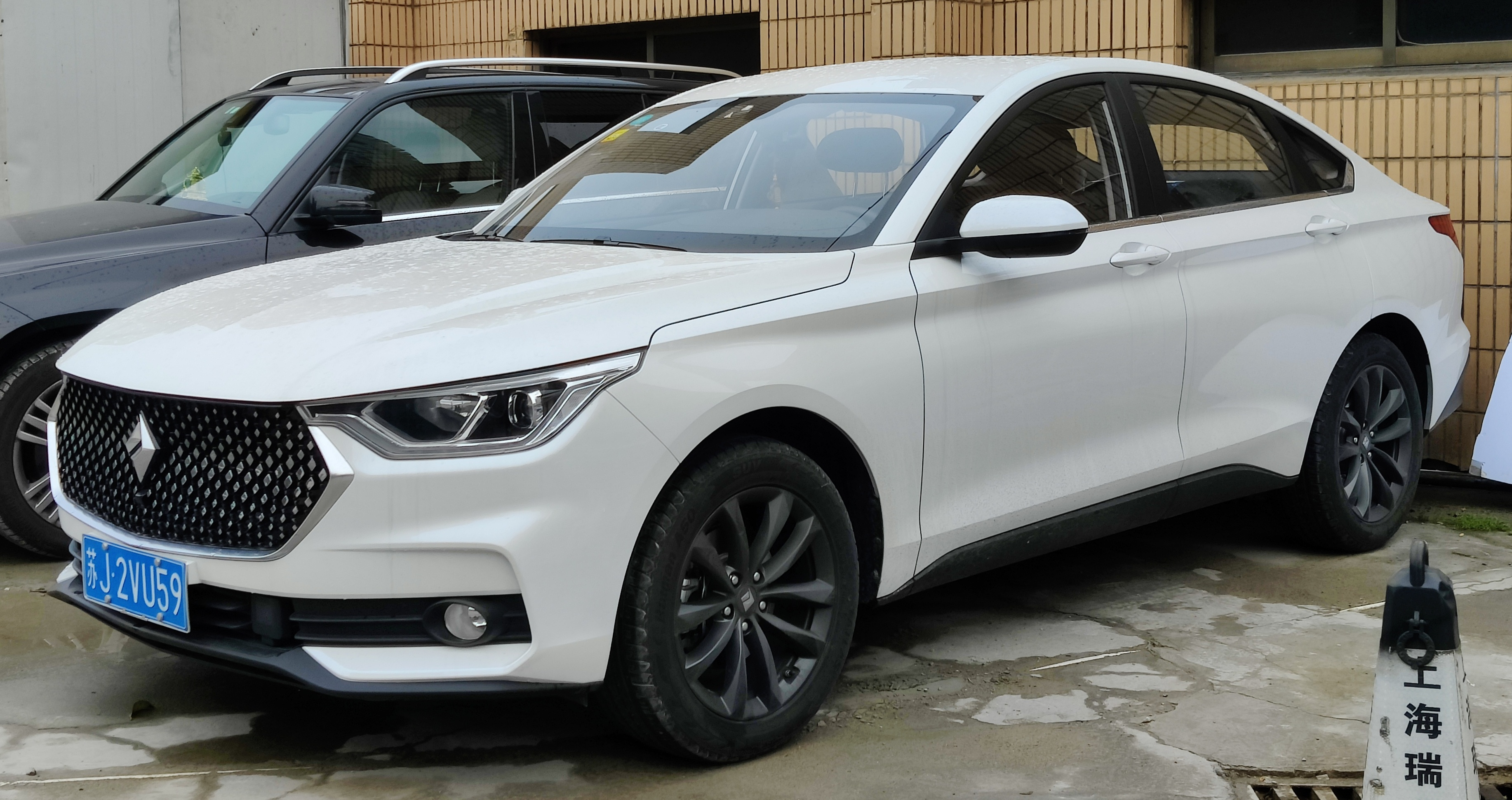
RC-6
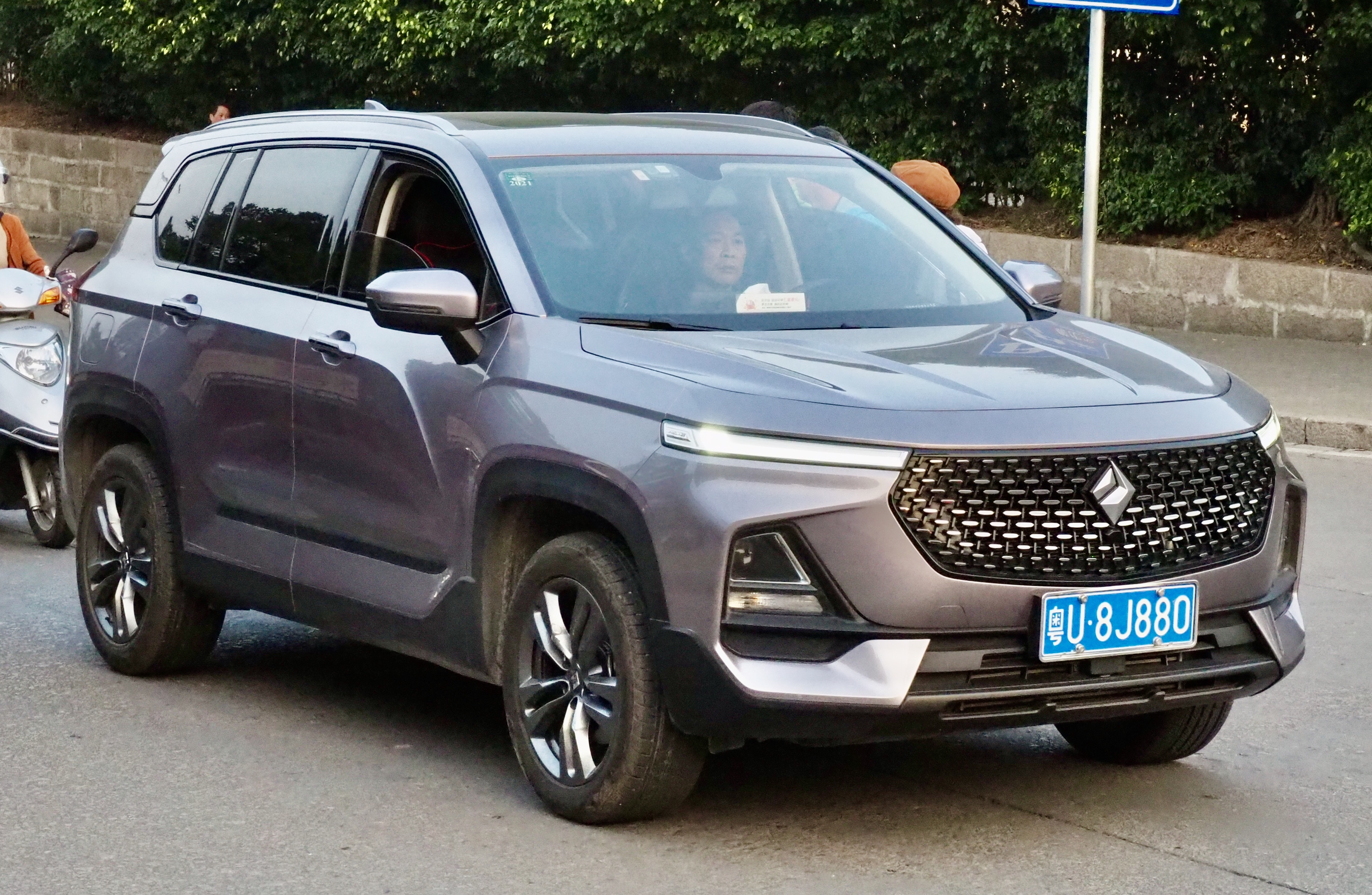
RS-5
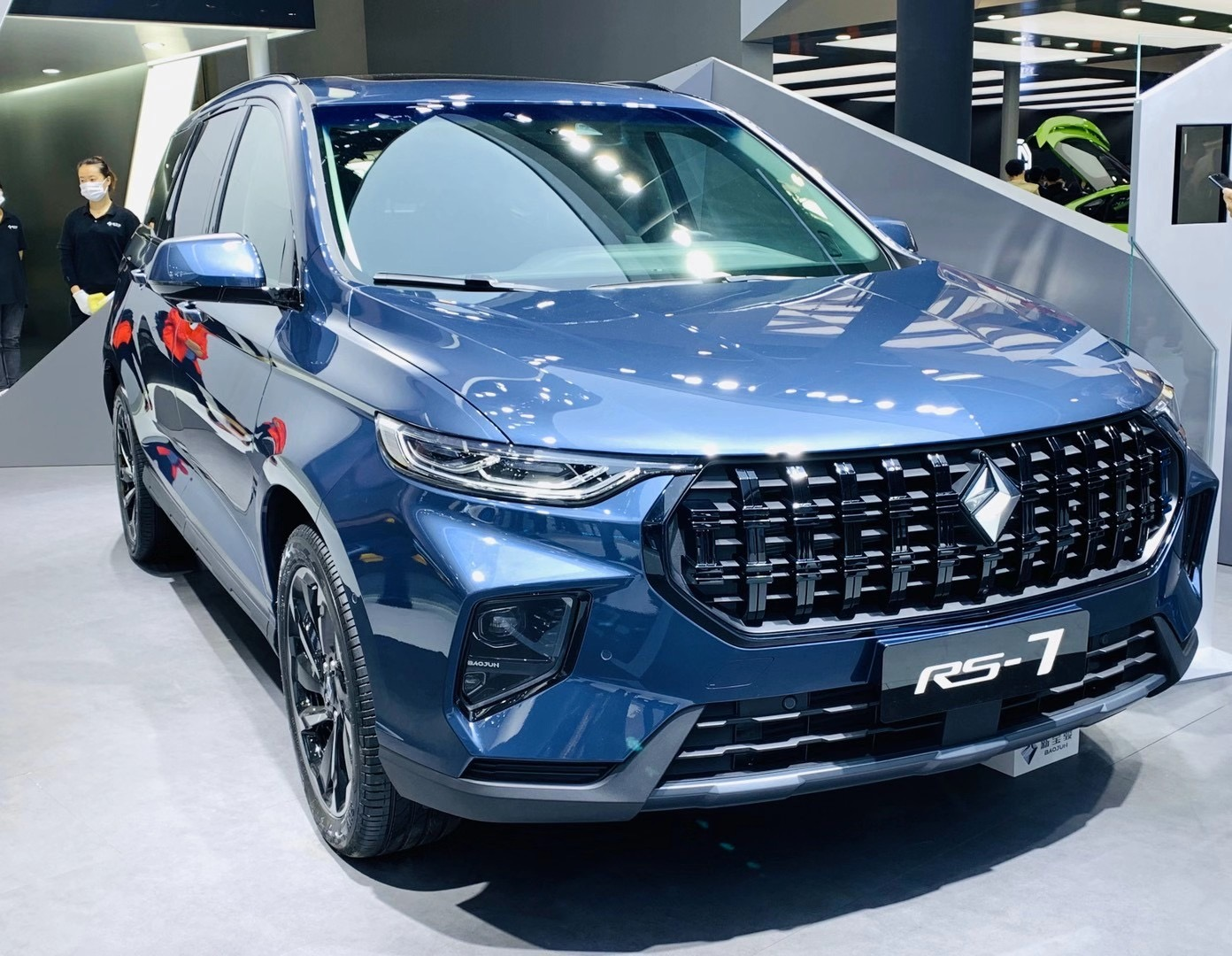
RS-7

### Anciens

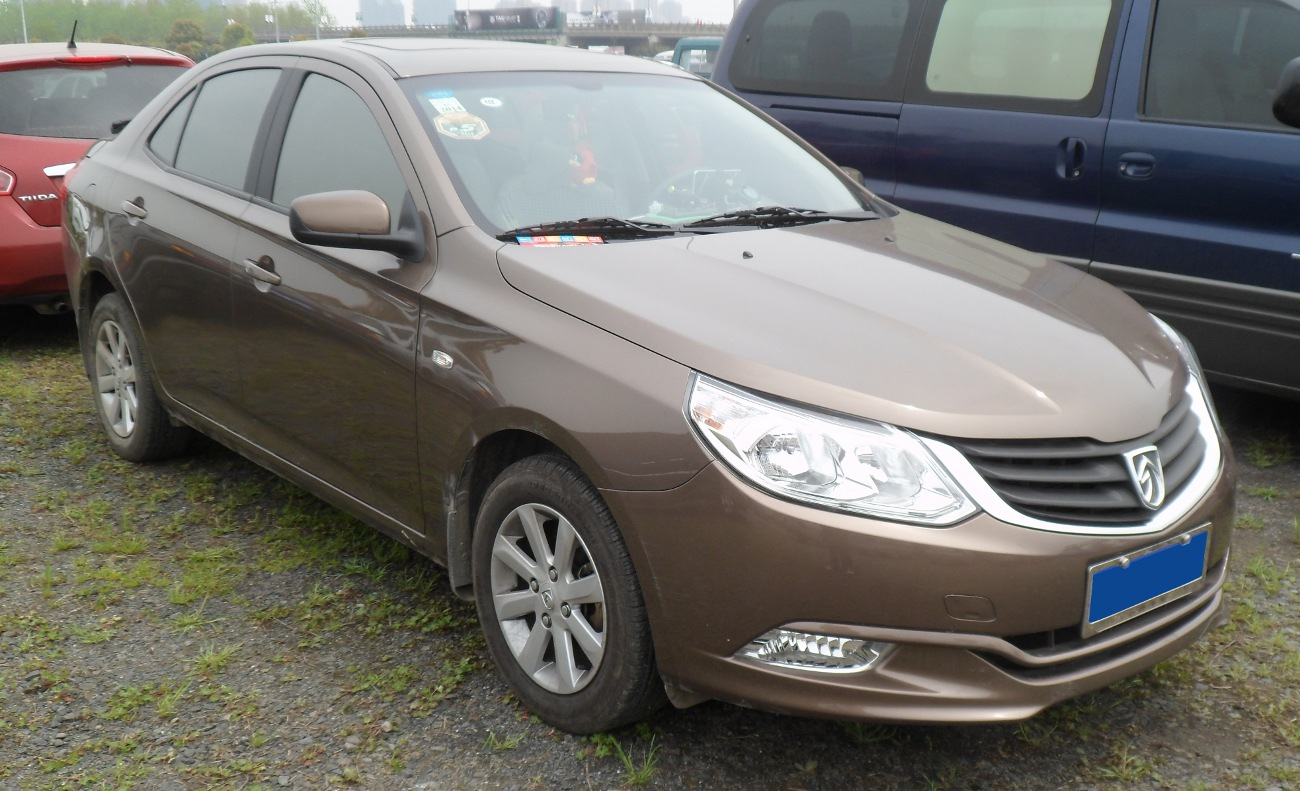
Baojun 630

- Baojun Lechi, Chevrolet Spark / Daewoo Matiz rebadgée.
- Baojun 330 : berline 4 portes, peu diffusée.
- Baojun 610 : version 5 portes de la Baojun 630, présentée au Salon de Beijing en avril 2014
- Baojun 630 : berline 4 portes, lancée en 2011.
- Baojun 560 : SUV, présenté au Salon de Shanghai 2015.

## Lieux de production
- Liuzhou Chine